# Taccaceae
Famille
Classification APG III (2009)
La famille des Taccacées regroupe des plantes monocotylédones ; elle comporte 31 espèces appartenant au genre Tacca.
Ce sont des plantes vertes herbacées, pérennes, principalement des régions tropicales. Certaines espèces sont connues sous le nom de plantes araignées à cause des bractées filiformes qui dépassent des inflorescences.
La classification phylogénétique APG (1998) place cette famille au sein de l'ordre des Dioscoreales, lui-même directement rattaché au groupe des Monocotylédones. Dans la révision classification phylogénétique APG II (2003) le genre Tacca est incorporé aux Dioscoréacées. Le Angiosperm Phylogeny Website [6 mars 2008] accepte cette famille, de nouveau.